# Mary Fergusson
Mary „Molly“ Isolen Fergusson (* 28. April 1914 in Stoke; † 30. November 1997 in London) war eine britische Bauingenieurin. Sie war die erste Frau, die 1957 als Vollmitglied in die Institution of Civil Engineers aufgenommen wurde.

## Leben und Ausbildung
Fergusson wurde in Stoke, Devonport, als Tochter von Mildred Gladys Mercer und John N. Fraser Fergusson geboren. Sie wuchs in York auf, wo ihr Vater Röntgengeräte herstellte. Sie war Schulsprecherin am York College und schloss 1936 ihr Studium des Bauingenieurwesens an der University of Edinburgh ab. Ihre praktische Ausbildung absolvierte sie zwei Jahre bei Blyth and Blyth in Edinburgh, das erste Jahr ohne Bezahlung.

## Beruflicher Werdegang
Sie blieb bei Blyth and Blyth und arbeitete an Brücken und Infrastrukturprojekten in Schottland. 1939 wurde sie korporatives Mitglied der Institution of Civil Engineers. 1948 wurde sie Senior Partner bei Blyth and Blyth und war damit die erste Frau in dieser Position in einem britischen Bauingenieurbüro. Sie war für zahlreiche Projekte verantwortlich, darunter das bekannte Reinigungsprojekt des River Leven 1952. Am 15. Januar 1957 wurde sie als erste Frau Vollmitglied der Institution of Civil Engineers. 1967 war sie im Organisationskomitee der zweiten Internationalen Konferenz der Frauen in Ingenieurwissenschaften und Naturwissenschaften.

## Späte Jahre
1978 ging sie in den Ruhestand und wurde 1979 als Offizier des Order of the British Empire ausgezeichnet. Sie arbeitete weiterhin als Beraterin und nutzte ihre Honorare, um einen Fonds zur Unterstützung von Ingenieurstudierenden einzurichten. Sie war aktives Mitglied der Women's Engineering Society und anderer Gemeinschaftsorganisationen. 1985 erhielt sie die Ehrendoktorwürde der Heriot-Watt University für ihr Engagement zur Förderung von Frauen im Ingenieurwesen.

## Vermächtnis
Ein Porträt von Fergusson wurde im Juni 2015 im William-Arrol-Gebäude der Heriot-Watt University enthüllt, wo auch ein Wohnheim nach ihr benannt wurde.